# Pellenes vanharteni
Pellenes vanharteni là một loài nhện trong họ Salticidae.
Loài này thuộc chi Pellenes. Pellenes vanharteni được Wanda Wesołowska miêu tả năm 1998.